# Microphoridae
Famille
Synonymes
- sous-famille Microphorinae (préféré par BioLib)[1]

Les Microphoridae sont une famille de diptères muscomorphes.

## Liste des genres
Selon BioLib (25 mai 2019) :
- genre Microphor Macquart, 1827
- genre Microphorella Becker, 1909
- genre Parathalassius Mik, 1891
- genre Schistostoma Becker, 1902